# Higuera de Vargas
Higuera de Vargas là một đô thị trong tỉnh Badajoz, Extremadura, Tây Ban Nha. Dân số 2.184 người và diện tích 68 km².